# Luiz Pontes
Luiz Alberto Vidal Pontes (Fortaleza, 22 de janeiro de 1956) é um empresário e político brasileiro com atuação no Ceará.
Foi deputado federal, deputado estadual, senador e secretário de estado. Integrou os partidos PMDB e PSDB. Foi presidente estadual do PSDB no Ceará.

## Biografia
Filho de Osires Pontes e Maria Dagmar Vidal Pontes. Ingressou na Universidade de Fortaleza em 1977 para cursar Economia, mas não concluiu o curso. Sócio de quatro empresas distintas optou por seguir a vocação que compeliu seu pai a ingressar na política.
Luiz Pontes se filiou ao PMDB, pelo qual foi eleito deputado estadual em 1982 e 1986. Vice-presidente do diretório regional do partido e líder do governo Tasso Jereissati ao final da década de 1980. Ingressou no PSDB e foi eleito deputado federal em 1990 e novamente deputado estadual em 1994 chegando à presidência regional do PSDB no ano seguinte. Eleito senador em 1998, foi Secretário de Governo de Lúcio Alcântara de 2003 a 2006. Foi deputado estadual uma quarta vez, como primeiro suplente de sua coligação, substituindo o deputado licenciado Marcos Cals.